# Zelotibia mitella
Zelotibia mitella is een spinnensoort uit de familie bodemjachtspinnen (Gnaphosidae). De soort komt voor in Congo en is de typesoort van het geslacht Zelotibia.